# Hombre et Lumière
Albums de Claude Nougaro
L'Enfant phare
(1997) Embarquement immédiat
(2000)
Hombre et lumière est un double album live de Claude Nougaro, il sort en janvier 1999 sous le label Philips (Mercury France).
L'album enregistré en plein air au port de la Viguerie à Toulouse, le 21 juillet 1998, est réalisé par Phil Delire.

## Autour de l'album
- Référence Originale : Philips/Mercury 538291-2

## Titres
| 1.  | Tic-tac                               |  |  |  |
| 2.  | Petit taureau                         |  |  |  |
| 3.  | Le coq et la pendule                  |  |  |  |
| 4.  | Le chat                               |  |  |  |
| 5.  | Comme l'hirondelle                    |  |  |  |
| 6.  | Une rivière des Corbières             |  |  |  |
| 7.  | Beaucoup de vent                      |  |  |  |
| 8.  | Don Quichote et Sancho                |  |  |  |
| 9.  | C'est une Garonne                     |  |  |  |
| 10. | Armstrong                             |  |  |  |
| 11. | Un été                                |  |  |  |
| 12. | Une petite fille                      |  |  |  |
| 13. | L'enfant phare                        |  |  |  |
| 14. | La planète bleue                      |  |  |  |
| 15. | Bras dessus bras dessous              |  |  |  |
| 16. | J'ai perdu le montblanc dans la neige |  |  |  |
| 17. | Les pas                               |  |  |  |
| 18. | Cécile, ma fille                      |  |  |  |
| 19. | Le jazz et la java                    |  |  |  |
| 20. | Tu verras                             |  |  |  |
| 21. | Sing sing song                        |  |  |  |
| 22. | Nougayork                             |  |  |  |
| 23. | Si cigales m'étaient contées          |  |  |  |
| 24. | Bidonville                            |  |  |  |
| 25. | Toulouse                              |  |  |  |
| 26. | Je suis sous...                       |  |  |  |
| 27. | Rimes                                 |  |  |  |
| 28. | Dansez sur moi                        |  |  |  |
| 29. | À tes seins                           |  |  |  |
| 30. | Le cinéma                             |  |  |  |

## Musiciens
- Batterie : Loïc Pontieux
- Basses : Laurent Vernerey
- Percussions : Denis Benarrosh
- Guitares : Jean-Marie Ecay
- Claviers et orgue Hammond : Arnaud Dunoyer de Segonzac
- Piano : Maurice Vander
- Fanfare : Piston Circus